# Sylvie Deshors
Sylvie Deshors, née en 1957, est une autrice et romancière française .

## Carrière professionnelle
Sylvie Deshors exerce de nombreux métiers avant de se lancer dans l'écriture. Elle est tour à tour costumière, ouvrière, ébéniste et bibliothécaire. Elle vit et travaille à Lyon. 
Comme autrice, elle est principalement attachée au genre de la fiction, du roman policier et de la littérature jeunesse, et jeune adulte,. Ces textes s’appuient sur de nombreuses références sociales et politiques contemporaines. 
Son premier roman jeunesse, Le Transfo paraît en 2003. En 2007, elle publie son premier grand succès Anges de Berlin aux éditions du Rouergue. Après avoir découvert le passé politique de sa mère, Solti décide d'enquêter sur sa soudaine disparition lors d'un concert. Entre la résurgence des mouvements d'extrême droite et la violence des actions de l'extrême gauche dans les années 1970 et 80, l'auteure brosse un portrait social et politique haletant de la ville de Berlin, à travers le portraits de personnages étonnants. L’ouvrage est lauréat du prix du polar Jeunesse au Festival de Cognac.
En 2017, Sylvie Deshors écrit les trois premiers tomes de la série Nils et Zéna, illustrés par Appolline Delporte, édités chez Sarbacane qui crée à cette occasion la collection Pépix noire la. Ainsi, Zéna dispose d'une mémoire sans faille alors que Nils, danseur de hip hop se révèle être un génie en informatique. Le duo d'amis accompagné du corbeau Kraï démêle les enquêtes au sein de leur quartier mouvementé.
Sylvie Deshors est membre de la Maison des écrivains et de la littérature (Mel).

## Publications
- Jacques Daniel, Sylvie Deshors, Giorda, Olivier Mau, Franck Pavloff et Stéphanie Tesson, Le Fils de l’espion, Éditions Fleurus, coll. « Z'azimut », 2003, 181 p. (ISBN 978-2-215-05211-1)
- Sylvie Deshors, Le Transfo, Paris, Éditions Thierry Magnier, coll. « Romans », 2003, 107 p. (ISBN 2-84420-209-8)
- Sylvie Deshors (ill. Natacha Sicaud), Des jours blancs, Rodez, Éditions du Rouergue, coll. « Zig Zag », 2004, 96 p. (ISBN 2-84156-587-4)
- Sylvie Deshors (ill. Monike Czarnecki), Poisson d'argent, Voisins-le-Bretonneux, Éditions Rue du monde, coll. « Roman du monde », 2006, 11 p. (ISBN 2-915569-67-3)
- Sylvie Deshors, Anges de Berlin, Éditions du Rouergue, coll. « DoAdo noir », 2007, 224 p. (ISBN 978-2-84156-822-2 et 2-84156-822-9)
- Sylvie Deshors et Magali Bardos, Petit samouraï, Éditions du Rouergue, coll. « Zig Zag », 2008, 89 p. (ISBN 978-2-84156-903-8 et 2-84156-903-9)
- Sylvie Deshors, Mon Amour kalachnikov, trilogie Agathe, Éditions du Rouergue, coll. « DoAdo noir », 2008 (ISBN 978-2-84156-985-4 et 2-84156-985-3)
- Sylvie Deshors, Fuite en mineur, trilogie Agathe, Éditions du Rouergue, coll. « DoAdo noir », 2010, 235 p. (ISBN 978-2-8126-0093-7 et 2-8126-0093-4)
- Sylvie Deshors, La Soupe aux amendes, Éditions Thierry Magnier, coll. « Petite Poche », 2010, 46 p. (ISBN 978-2-84420-812-5 et 2-84420-812-6)
- Sylvie Deshors, L'Inconnue des Andes, Éditions du Rouergue, coll. « DoAdo noir », 2011, 185 p. (ISBN 978-2-8126-0233-7 et 2-8126-0233-3)
- Sylvie Deshors (ill. Malik Deshors), Sensha, fille de Mongolie, Éditions Rue du monde, coll. « Roman du monde », 2012, 111 p. (ISBN 978-2-35504-217-1 et 2-35504-217-9)
- Sylvie Deshors, Maudite Rentrée, Éditions Thierry Magnier, coll. « Le feuilleton des Incos », 2012, 87 p. (ISBN 978-2-36474-088-4 et 2-36474-088-6)
- Sylvie Deshors, Douce nuit, minus !, Éditions du Rouergue, coll. « DoAdo noir », 2012, 96 p. (ISBN 978-2-8126-0441-6 et 2-8126-0441-7)
- Sylvie Deshors, Des couleurs dans la nuit, Éditions Thierry Magnier, coll. « Petite Poche », 2012, 48 p. (ISBN 978-2-36474-066-2 et 2-36474-066-5)
- Sylvie Deshors, Coup de talon, Talents Hauts Éditions, coll. « Ego », 2013, 96 p. (ISBN 978-2-36266-100-6 et 2-36266-100-8)
- Sylvie Deshors, Fugueuses, Éditions du Rouergue, coll. « DoAdo noir », 2013, 91 p. (ISBN 978-2-8126-0584-0 et 2-8126-0584-7)
- Sylvie Deshors, L'École du tonnerre, Éditions Rue du monde, coll. « Roman du monde », 2014, 114 p. (ISBN 978-2-35504-316-1 et 2-35504-316-7)
- Sylvie Deshors et Apolline Delporte, Nils et Zéna, vol. 1 : L'homme au cigare[8], Sarbacane, coll. « Pepix Noir », 2017 (ISBN 978-2-84865-959-6 et 2-84865-959-9)
- Sylvie Deshors et Apolline Delporte, Nils et Zéna, vol. 2 : Le manoir, Sarbacane, coll. « Pepix Noir », 2017 (ISBN 978-2-84865-960-2 et 2-84865-960-2)
- Sylvie Deshors et Apolline Delporte, Nils et Zéna, vol. 3 : Le Commandeur, Sarbacane, coll. « Pepix Noir », 2017
- Sylvie Deshors, Mes nuits à la caravane, Éditions du Rouergue, coll. « DoAdo noir », 2018 (ISBN 978-2-8126-1611-2 et 2-8126-1611-3)
- Sylvie Deshors, La vallée aux merveilles, Éditions du Rouergue, coll. « DoAdo », 2020 (ISBN 978-2-8126-1911-3)

## Prix et distinctions
Principaux prix
Les principaux prix de littérature jeunesse sont disponibles sur le site de référence de Ricochet.
- 2007 : Prix du polar Jeunesse au Festival de Cognac pour Anges de Berlin.
- 2008 : Prix Chronos pour Poisson d'argent
- 2016 : prix handilivres pour L'école du tonnerre